# كيتسكوتي (ألبرتا)
كيتسكوتي (بالإنجليزية: Kitscoty)‏ هي قرية تقع في كندا في ألبرتا. يقدر عدد سكانها بـ 846 نسمة ومساحتها 1.54 كم2 وترتفع عن سطح البحر 670 متر.

## أعلام
- باد ميلر